# Angraecum amplexicaule
Angraecum amplexicaule är en orkidéart som beskrevs av Toill.-gen. och Jean Marie Bosser. Angraecum amplexicaule ingår i släktet Angraecum och familjen orkidéer. Inga underarter finns listade i Catalogue of Life.